# Mark Calaway
Mark William Calaway (Houston, Texas, 24 de març de 1965) més conegut professionalment com The Undertaker (català: L'enterrador) és un lluitador professional (encara no retirat) dels Estats Units. Com a lluitador, va treballar notablement a la World Wrestling Federation (WWF). Fins que l'empresa va canviar el nom a World Wrestling Entertainment (WWE) on va seguir lluitant a la marca SmackDown.
Calaway és un dels lluitadors amb una trajectòria més llarga dins de la WWE. Va debutar el 1990. També és, junt amb Shawn Michaels, l'únic lluitador que des de la primera edició de Monday Night Raw té contracte en vigor. Entre els seus regnats de la WWE trobem 7 campionats mundials, 4 títols de la WWE i 3 títols dels pesos pesants.

## Biografia

### Infantesa i joventut
Calaway és el petit dels cinc fills de Frank i Catherine Calaway. Va estudiar a l'Angelina College a Lufkin, Texas, una escola de bàsquet on pretenia emprendre carrera com a professional d'aquest esport. Una lesió al genoll va obligar-lo a retirar-se i cancel·lar els plans de jugar en un equip europeu.

### Edat adulta
Es va casar amb Jodi Lynn el 1989, i van tenir un fill el 1993, Gunner. El seu primer matrimoni es va acabar el 1999. Mark va conèixer la seva segona esposa, Sara, durant una signatura d'autògrafs a San Diego, Califòrnia. Es van casar a Sant Petersburg, Florida, el 21 de juliol de 2000. El 2007 es van divorciar. Van tenir dues filles: Chasey, (nascuda el 21 de novembre de 2002), i Gracie, (nascuda el 15 de maig de 2005). A principis de 2008, Sara Calaway va donar a conèixer a través d'una entrevista a la premsa que s'havia divorciat de Mark. Després de la seva separació, va començar una relació amorosa amb Michelle McCool (també lluitadora de la WWE), amb qui es va casar el 26 de juny de 2010 a Houston, Texas. D'aquest matrimoni, va néixer el seu quart fill, una nena de nom Kaia el 28 d'agost de 2012.
Calaway va invertir en béns juntament amb el seu soci de negocis Scott Everhart. Calaway i Everhart van acabar la construcció d'un edifici valorat en $ 2,7 milions a la ciutat de Loveland, Colorado, anomenat "El Calahart", un acrònim dels seus cognoms. Calaway i la seva exdona Sara van establir el Zeus Compton Calaway Save the Animals a Texas, a la Facultat de Medicina Veterinària i Ciències Biomèdiques per ajudar a pagar els tractaments que salven vides dels gossos de races grans.
Durant diverses entrevistes concedides l'any 2019, es va saber que Calaway, des del seu acomiadament de la WCW, havia estat fortament criticat per la seva feina. Deien que "ningú pagaria per veure'l lluitar". També que quan feia d'American Badass el 2003, no veia amb bons ulls canviar de personatge, i encara menys per fer de The Undertaker. Però, després d'unes llargues negociacions, van acordar que retornés al personatge que tenia a l'antiga World Wrestling Federation a WrestleMania XX.

## WrestleMania

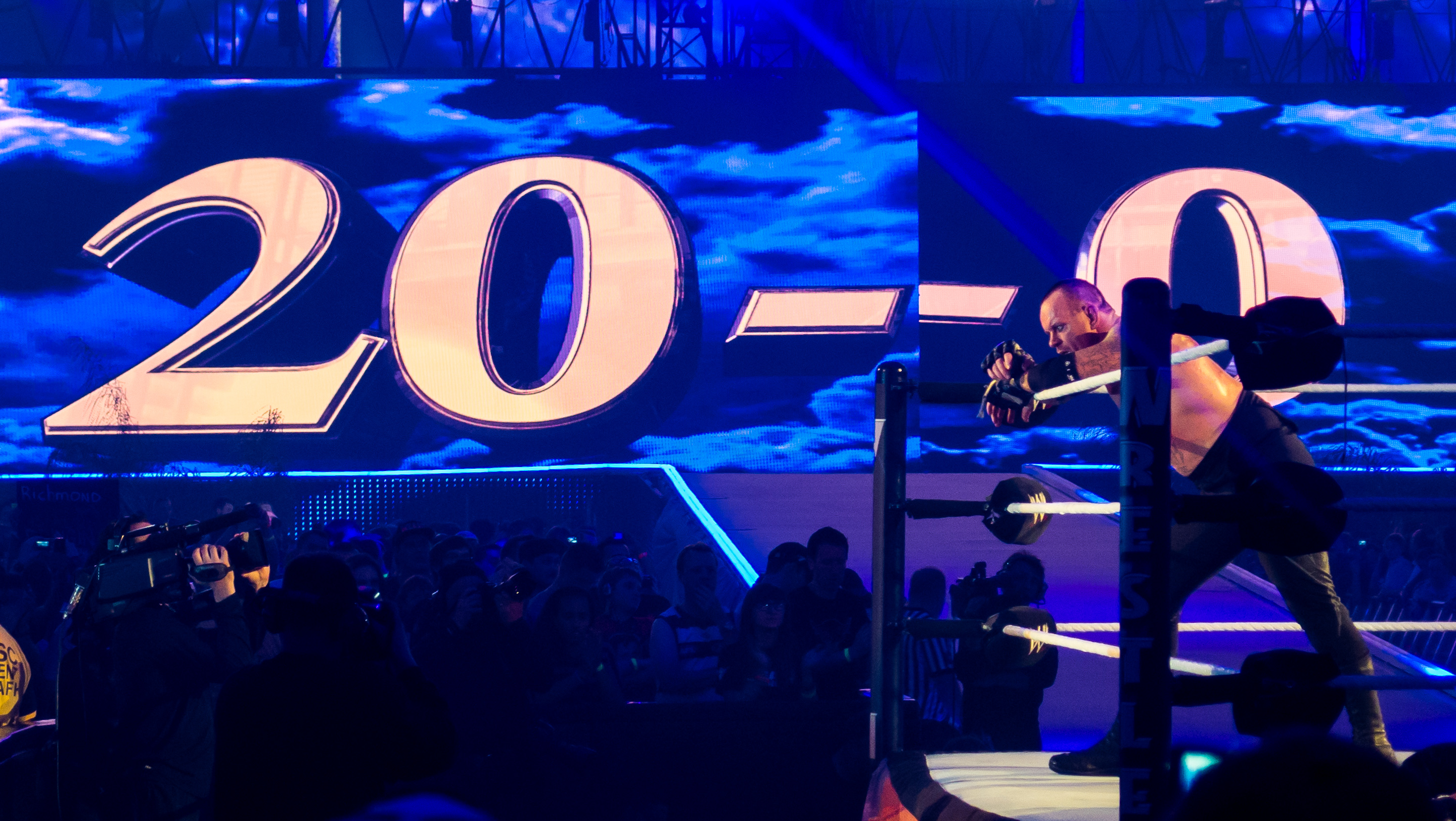
Mark en la seva vintena victòria consecutiva a Wrestlemania XXVIII.

Mark William Calaway posseeix una ratxa en WrestleMania de 22 victòries, l'última contra Bray Wayat en WrestleMania XXXI, i una derrota contra Brock Lesnar en WrestleMania XXX Havia debutat a Wrestlemania VII. Des de llavors fins a l'edició XXX, ha estat la ratxa més llarga de victòries de la història en aquest esdeveniment. The Mirror va catalogar aquesta ratxa com la setena més important de la història de l'esport. El 2020, a Wrestlemania XXXVI, The Undertaker va guanyar a A. J. Styles en una lluita que es va celebrar fora de ring, en un cementiri, a causa de la pandèmia de la Covid-19.
| 25 Victòries i 2 Derrotes a Wrestlemania |       |                      |                                   |                    |                                                           | |
| Result.                                  | Ratxa | Oponent              | Data                              | Durada combat      | Lloc                                                      | Notes |
| Victòria                                 | 1–0   | Jimmy Snuka          | 24 març 1991 WrestleMania VII     | 4:20 Pinfall       | Los Angeles Memorial Sports Arena Los Angeles, Califòrnia | Jimmy estava invicte fins al moment. |
| Victòria                                 | 2–0   | Jake Roberts         | 5 abril 1992 WrestleMania VIII    | 6:36 Pinfall       | Hoosier Dome Indianapolis, Indiana                        | |
| Victòria                                 | 3–0   | Giant González       | 4 abril 1993 WrestleMania IX      | 7:33 Desqualificat | Caesars Palace Las Vegas, Nevada                          | Va guanyar per desqualificació. |
| Victòria                                 | 4–0   | King Kong Bundy      | 2 abril 1995 WrestleMania XI      | 6:36 Pinfall       | Hartford Civic Center Hartford, Connecticut               | |
| Victòria                                 | 5–0   | Diesel               | 31 març 1996 WrestleMania XII     | 16:46 Pinfall      | Arrowhead Pond Anaheim, Califòrnia                        | |
| Victòria                                 | 6–0   | Sycho Sid            | 23 març 1997 WrestleMania 13      | 21:19 Pinfall      | Rosemont Horizon Rosemont, Illinois                       | Pel Campionat de la WWF fou un No Disqualification Match (no hi ha desqualificació). |
| Victòria                                 | 7–0   | Kane                 | 29 març 1998 WrestleMania XIV     | 17:05 Pinfall      | Fleet Center Boston, Massachusetts                        | |
| Victòria                                 | 8–0   | Big Boss Man         | 28 març 1999 WrestleMania XV      | 9:48 Pinfall       | First Union Center Filadèlfia, Pennsilvània               | Va ser un combat Hell in a Cell (dins d'una gàbia que tancava els lluitador en el ring). |
| Victòria                                 | 9–0   | Triple H             | 1 abril 2001 WrestleMania X-Seven | 18:19 Pinfall      | Reliant Astrodome Houston, Texas                          | |
| Victòria                                 | 10–0  | Ric Flair            | 17 març 2002 WrestleMania X8      | 18:47 Pinfall      | SkyDome Toronto, Ontario, Canadà                          | Va ser un No disqualification match. |
| Victòria                                 | 11–0  | A-Train and Big Show | 30 març 2003 WrestleMania XIX     | 9:45 Pinfall       | Safeco Field Seattle, Washington                          | Fou un Handicap Match (un lluitador o grup de lluitadors s'enfronten en desavantatge numèric a un altre grup de lluitadors), originalment estipulat com un Tag Team Match amb Nathan Jones. |
| Victòria                                 | 12–0  | Kane                 | 14 març 2004 WrestleMania XX      | 7:45 Pinfall       | Madison Square Garden New York City, Nova York            | |
| Victòria                                 | 13–0  | Randy Orton          | 3 abril 2005 WrestleMania 21      | 14:14 Pinfall      | Staples Center Los Angeles, Califòrnia                    | |
| Victòria                                 | 14–0  | Mark Henry           | 2 abril 2006 WrestleMania 22      | 9:26 Casket        | Allstate Arena Rosemont, Illinois                         | Va ser un Casket Match (guanya el lluitador que primer fiqui al rival en un taüt i el tanqui). |
| Victòria                                 | 15–0  | Batista              | 1 abril 2007 WrestleMania 23      | 15:47 Pinfall      | Ford Field Detroit, Michigan                              | Pel Campionat Mundial dels pesos pesants. |
| Victòria                                 | 16–0  | Edge                 | 30 març 2008 WrestleMania XXIV    | 23:50 Submission   | Citrus Bowl Orlando, Florida                              | Pel Campionat Mundial dels pesos pesants. |
| Victòria                                 | 17–0  | Shawn Michaels       | 5 abril 2009 WrestleMania XXV     | 30:41 Pinfall      | Reliant Stadium Houston, Texas                            | |
| Victòria                                 | 18–0  | Shawn Michaels       | 28 març 2010 WrestleMania XXVI    | 23:59 Pinfall      | University of Phoenix Stadium Glendale, Arizona           | Va ser un Career vs. Streak (Shawn acabava la carrera professional en aquest combat i Undertaker havia de mantenir la seva ratxa), No DQ i No Count Out Match. |
| Victòria                                 | 19–0  | Triple H             | 3 abril 2011 WrestleMania XXVII   | 29:22 Submission   | Georgia Dome Atlanta, Geòrgia                             | Va ser un combat No Holds Barred (qualsevol interferència, arma o acció està permesa i es guanya per compte de 3 o rendició). |
| Victòria                                 | 20–0  | Triple H             | 1 abril 2012 WrestleMania XXVIII  | 30:50 Pinfall      | Sun Life Stadium Miami Gardens, Florida                   | Va ser un combat Hell in a Cell amb Shawn Michaels com a àrbitre. |
| Victòria                                 | 21–0  | CM Punk              | 7 abril 2013 WrestleMania 29      | 22:07 Pinfall      | MetLife Stadium East Rutherford, Nova Jersey              | |
| Derrota                                  | 21–1  | Brock Lesnar         | 6 abril 2014 WrestleMania XXX     | 25:12 Pinfall      | Mercedes-Benz Superdome Nova Orleans, Louisiana           | Fi de la ratxa de combats en WrestleMania. |
| Victòria                                 | 22–1  | Bray Wyatt           | 29 març 2015 WrestleMania 31      | 15:12 Pinfall      | Levi's Stadium Santa Clara, Califòrnia                    | |
| Victòria                                 | 23–1  | Shane McMahon        | 3 abril 2016 WrestleMania 32      | 30:05 Pinfall      | AT&T Stadium Arlington, Texas                             | Va ser un combat Hell in a Cell. |
| Derrota                                  | 23–2  | Roman Reigns         | 2 abril 2017 WrestleMania 33      | 23:00 Pinfall      | Camping World Stadium Orlando, Florida                    | Va ser un No Holds Barred match. |
| Victòria                                 | 24–2  | John Cena            | 8 abril 2018 WrestleMania 34      | 2:46 Pinfall       | Mercedes-Benz Superdome New Orleans, Louisiana            | Va ser la primera lluita de The Undertaker que es va pactar durant l'esdeveniment. Va ser la lluita més curta que va tenir a WrestleMania. |
| Victòria                                 | 25–2  | AJ Styles            | 25-26 març 2020 WrestleMania 36   | 19:18 Burial       | WWE Performance Center Orlando, Florida                   | El combat es va gravar entre el 25 i el 26 de març i es va emetre el 4 d'abril. Va ser un combat Boneyard Match (es guanya enterrant al rival viu en una fosa). Va ser la primera lluita pre-gravada de The Undertaker an WrestleMania i el seu últim combat en la lluita lliure professional fins a anunciar la seva retirada definitiva en Survivor Series d'aquell any |

## En la lluita

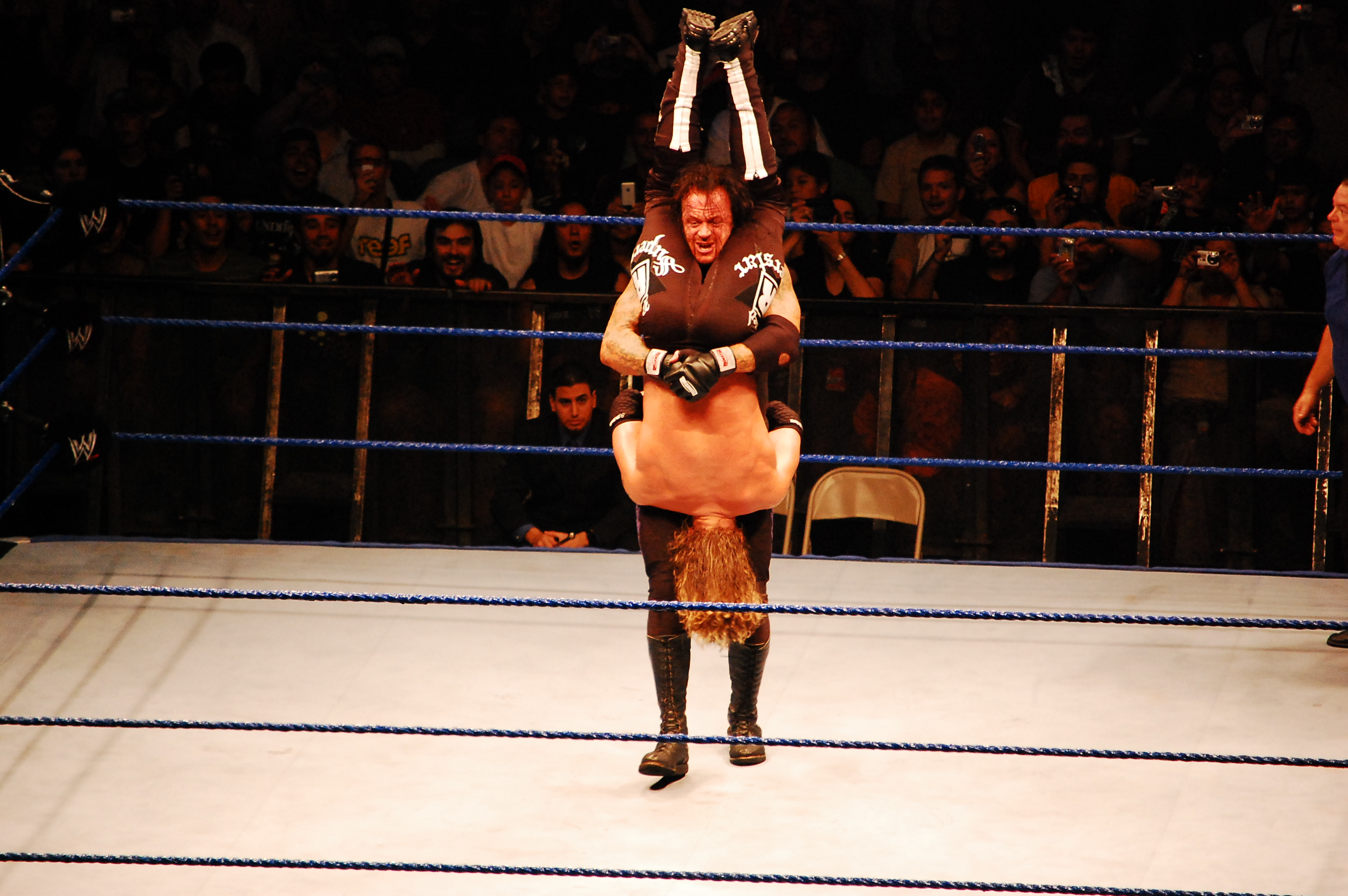
Mark efectuant un Tombstone Piledriver a Edge

### Moviments finals
- Chokeslam
- Last Ride (Powerbomb elevada)
- Tombstone Piledriver (Knee-lift piledriver, amb RIP pin)
- Hell's Gate (Gogoplata modificada)
- Triangle choke

### Moviments de firma
- Big boot
- Sleeperhold
- Back elbow
- Leg drop
- Soup Bones (combinació de punys)
- Jumping clothesline
- Over the top rope suicide dive
- Sidewalk slam
- Running DDT
- Chokehold
- Knee lift, a la midsection de l'enemic
- Old School (atac des de la cima de la corda del ring al braç enemic) - també anomenat l'atac de l'equilibrista - adoptat de Don Jardine (qui fou l'entrenador personal del Undertaker)
- Running clothesline a un oponent que estigui arrinconat a un dels racons del ring
- Headbutt

### Música d'entrada al ring
- "Grave Symphony" de Jim Johnston
- "Ministry of Darkness" de Jim Johnston (1998-1999)
- "Big Evil" (2000-2002)
- "Rollin'" (2000s)
- "You're Gonna Pay" (2000s)
- "Ain't No Grave" de Johnny Cash (només uns dies)
- "Rest In Peace" de Jim Johnston (2004-actualitat)
- "Da pacem, introit in mode 1" (Sonada quan els druides el porten dins una tomba cap al ring)